# 公用事业
公用事业是指负责维持公共基础设施服務的體系或機構，包括電力、供水、廢物處理、污水處理、燃氣供應、交通、通訊等。一般情形下，公用事業是由政府機關、公營企業、政府特許的公司機構或私營機構經營，但也會視情形開放民營企業自由經營。
公共事业处在自然垄断之下，可能是處於政府的控制之下，而如果是民營的则会被行政法规所监督。

## 香港
在香港，由於公用事業對公眾十分重要，即使由私人擁有的公用事業亦會被視為《防止賄賂條例》（香港法例第201章）轄下的「公共機構」（Public body）規管。

### 香港公共機構
根據《防止賄賂條例》，公共機構包括：
- 政府
- 行政會議
- 立法會
- 各區議會
- 由行政長官或行政長官會同行政會議委出，或由他人代行政長官或行政長官會同行政會議委出的各類委員會或其他機構，不論該委員會或機構是否獲得酬勞
- 附表1指明的各類委員會或其他機構

#### 附表1指明的各類委員會或其他機構
- 香港國際電訊有限公司
- 中華電力有限公司
- 香港中文大學
- 香港藝術發展局
- 魚類統營處
- 香港中華煤氣有限公司
- 香港油蔴地小輪船有限公司
- 香港空運貨站有限公司
- 香港建屋貸款有限公司
- 香港商業廣播有限公司
- 香港電燈有限公司
- 香港出口信用保險局
- 香港房屋委員會
- 香港房屋協會
- 香港理工大學
- 香港生產力促進局
- 香港平民屋宇有限公司
- 香港電話有限公司
- 香港旅遊發展局
- 香港貿易發展局
- 香港電車有限公司
- 九龍汽車(1933)有限公司
- 香港海洋公園
- 山頂纜車有限公司
- 亞洲電視有限公司
- 香港賽馬會
- 天星小輪有限公司
- 電視廣播有限公司
- 香港公益金
- 香港大學
- 蔬菜統營處
- 香港鐵路有限公司
- 香港考試及評核局
- 消費者委員會
- 職業訓練局
- 九廣鐵路公司
- 新大嶼山巴士(1973)有限公司
- 香港浸會大學
- 香港城市大學
- 香港演藝學院
- 香港科技大學
- 通訊事務管理局
- 香港吸煙與健康委員會
- 市區重建局
- 證券及期貨事務監察委員會
- 香港公開大學
- 香港旅遊業議會
- 香港學術及職業資歷評審局
- 醫院管理局
- 機場管理局
- 新城廣播有限公司
- 香港醫學專科學院
- 嶺南大學
- 城巴有限公司
- 新香港隧道有限公司
- 大老山隧道有限公司
- 貿易通電子貿易有限公司
- 旅遊業賠償基金管理委員會
- 香港西區隧道有限公司
- 香港有線電視
- 立法會行政管理委員會
- 香港教育大學
- 香港品質保證局
- 平等機會委員會
- 保安及護衞業管理委員會
- 法律援助服務局
- 三號幹線(郊野公園段)有限公司
- 個人資料私隱專員
- 認可人士註冊事務委員會
- 結構工程師註冊事務委員會
- 承建商註冊事務委員會
- 地產代理監管局
- 龍運巴士有限公司
- 長期監禁刑罰覆核委員會
- 選舉管理委員會
- 強制性公積金計劃管理局
- 新世界第一巴士服務有限公司
- 香港按揭證券有限公司
- 香港印鈔有限公司
- 外匯基金投資有限公司
- 香港聯合交易所有限公司
- 香港期貨交易所有限公司
- 香港中央結算有限公司
- 香港聯合交易所期權結算所有限公司
- 香港期貨結算有限公司
- 香港交易及結算所有限公司
- 香港科技園公司
- 申訴專員
- 香港存款保障委員會
- 岩土工程師註冊事務委員會
- 香港體育學院有限公司
- 建造業議會
- 建造業訓練委員會
- 財務匯報局
- 截取通訊及監察事務專員
- 香港國際展覽中心有限公司
- 獨立監察警方處理投訴委員會
- 西九文化區管理局
- 香港數碼廣播有限公司
- 小型工程承建商註冊事務委員會
- 檢驗人員註冊事務委員會
- 鳳凰優悅廣播有限公司)
- 香港互聯網註冊管理有限公司
- 香港域名註冊有限公司
- 香港應用科技研究院有限公司
- 香港數碼港管理有限公司
- 競爭事務委員會
- 建造業工人註冊委員會
- 香港電視娛樂有限公司
- 根據《證券及期貨條例》(第571章)第79(1)條認可為投資者賠償公司的公司
- 根據《西九文化區管理局條例》(第601章)第5(2)(h)條設立的任何實體
- 根據《升降機及自動梯條例》(第618章)第108條設立的紀律審裁委員團，包括根據該條例第110條設立的紀律審裁委員會
- 根據《升降機及自動梯條例》(第618章)第116條設立的上訴委員團，包括根據該條例第118條設立的上訴委員會* 根據《證券及期貨條例》(第571章)第5(4)(da)條成立的、屬於證券及期貨事務監察委員會的全資附屬公司